# 디나르알프스산맥
디나르알프스산맥(슬로베니아어: Dinarsko gorstvo, 크로아티아어: Dinarske planine, Dinarsko gorje / Dinaridi, 보스니아어: Dinarske planine, Dinarsko škorje / Dinaridi, 세르비아어: Динарске планине, Динариди, 알바니아어: Alpet Dinaride / Alpet Dinarike)은 남유럽 발칸반도에 위치한 산맥으로 슬로베니아와 크로아티아, 보스니아 헤르체고비나, 세르비아, 몬테네그로, 코소보, 알바니아 사이에 접한다.
아드리아해 연안 북서쪽에서 남동쪽까지 645 km 정도 뻗어 있으며 북서쪽에 있는 율리안알프스산맥의 샤르산맥-코라브 산괴 북쪽에서 남쪽까지 뻗어 있다. 산맥에서 가장 높은 지점은 마야예제르처봉(Maja Jezercë, 해발 2,692m)으로 알바니아 북부와 몬테네그로 동부의 경계를 이루고 있다.

## 사진

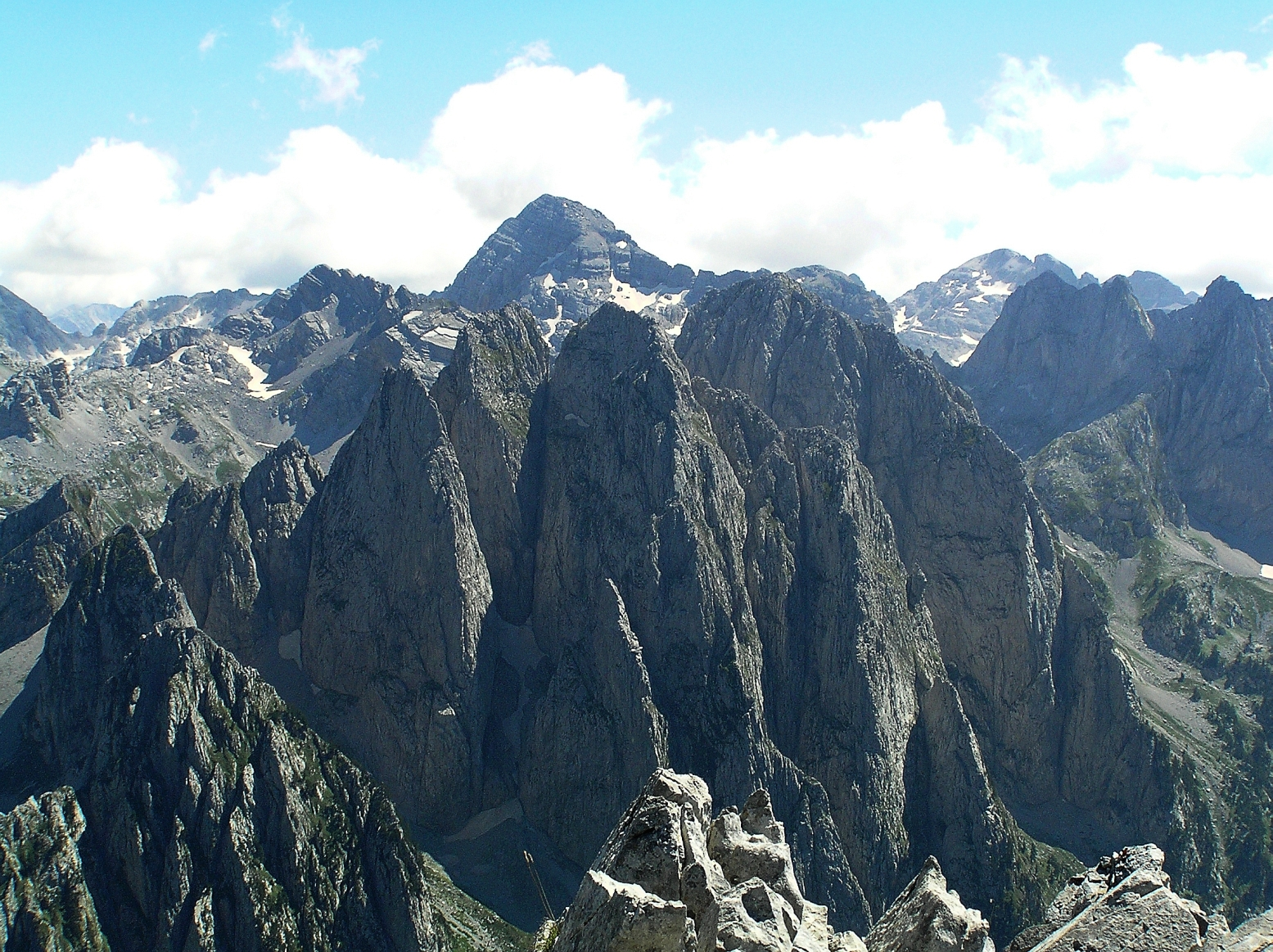
프로클레티예산맥
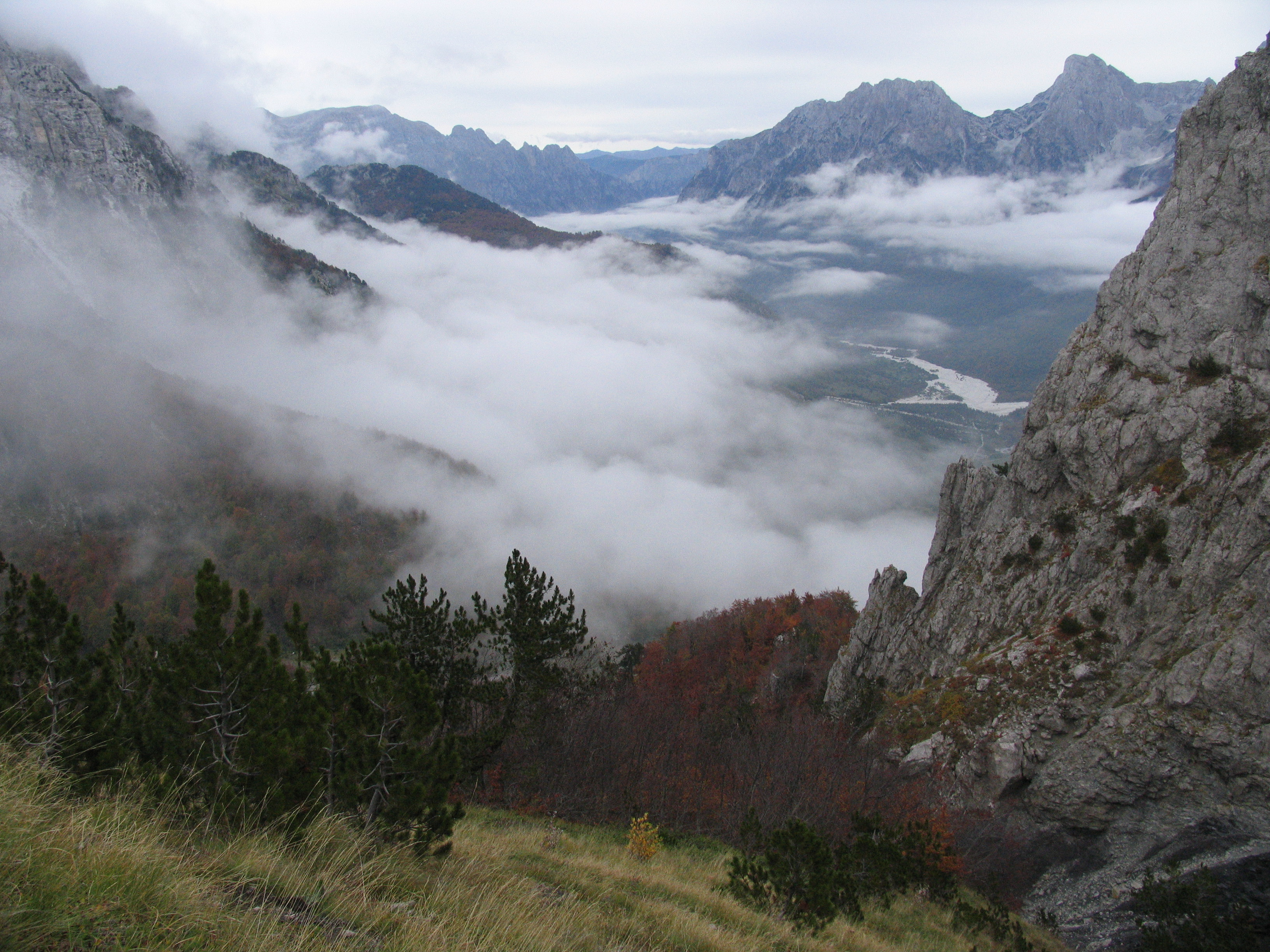
알바니아 북부에 있는 발보나봉